# Kastanjebos

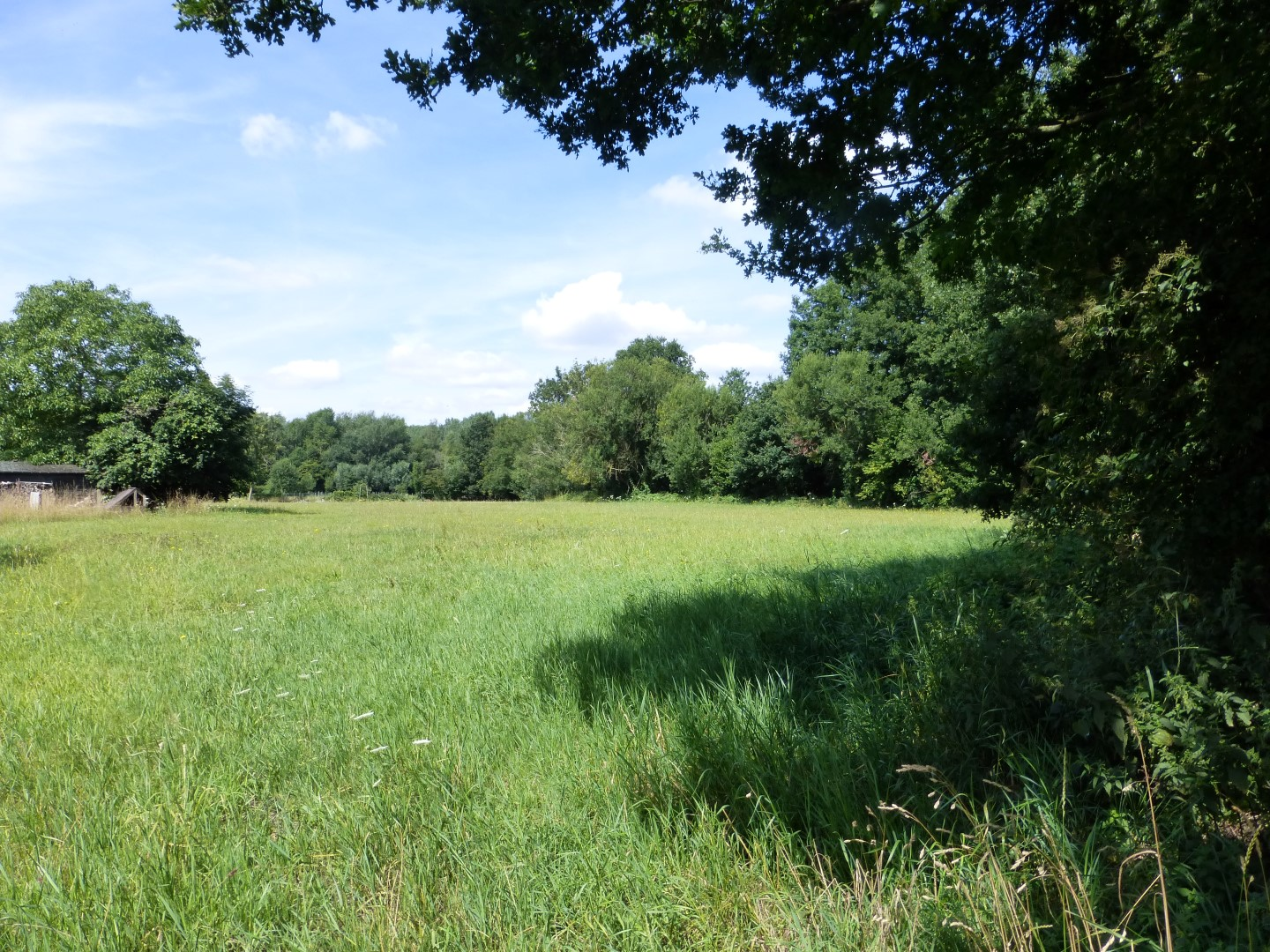

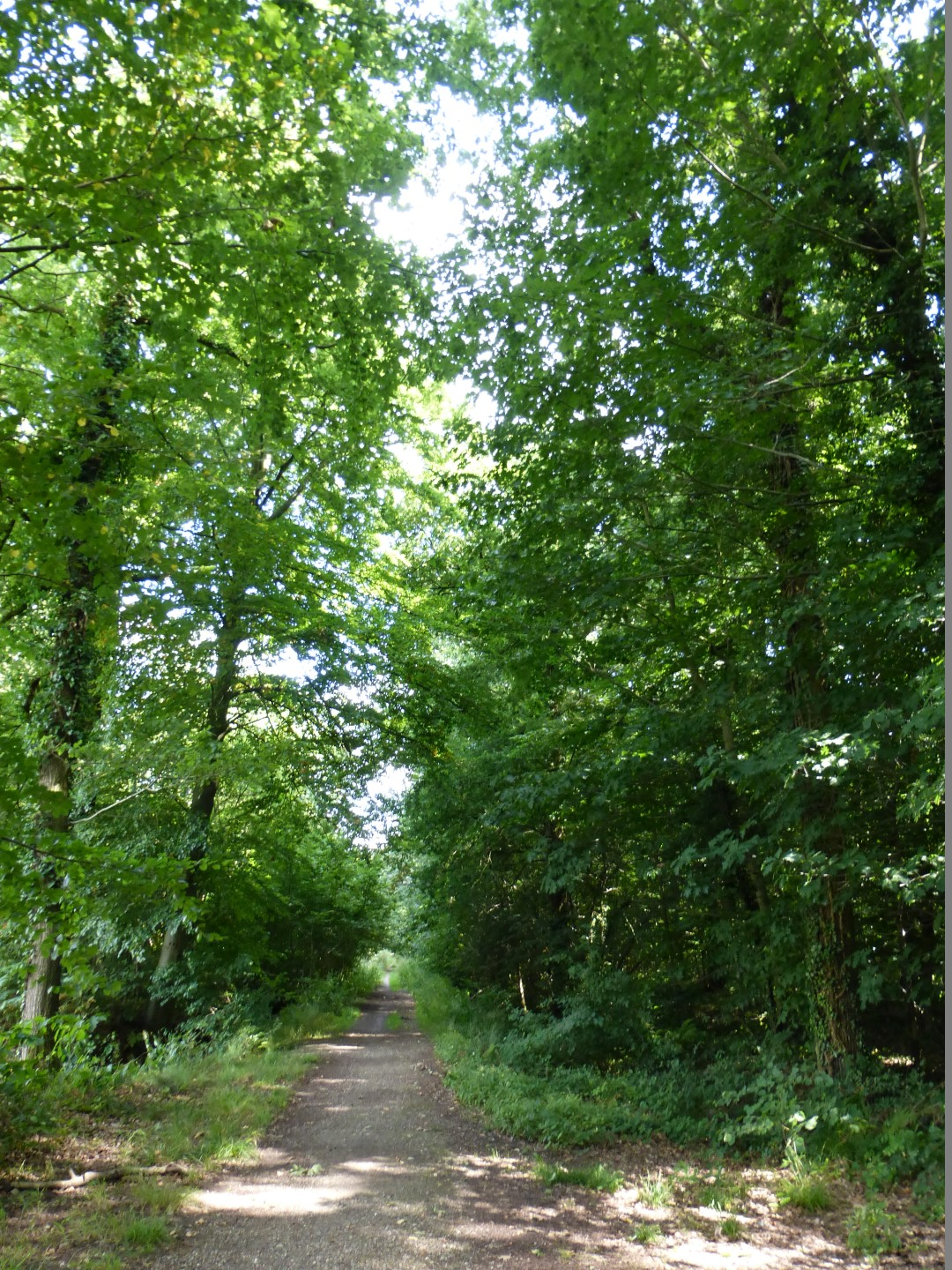

Het Kastanjebos is een bos- en natuurgebied (erkend natuurreservaat) in Herent in de Belgische provincie Vlaams-Brabant. Het bos nabij Veltem-Beisem maakt deel uit van natuurproject 'De Groene Vallei'. Het wordt beheerd door Natuurpunt. Het Kastanjebos werd in 1778 door graaf De Ferraris  als het Castaniën Bosc’ en Speckbosch  in kaart gebracht. Het gebied bestaat uit vochtige graslanden, dikwijls afgeboord met houtkanten, en bossen. Er komen vandaag bijna geen kastanjebomen in het bos voor. De Lipsebeek ontspringt in het Kastanjebos en meandert in de noordelijke bosrand richting Tildonk. Vroeger kenmerkte  mineraalrijk kwelwater het bos, waardoor er een typische kalkminnende vegetatie groeide. Dit veranderde in 1968 door de vestiging van een drinkwaterwinning in het bos. Er bloeit onder andere bosanemoon, slanke sleutelbloem, eenbes, gevlekte aronskelk, daslook. Het Kastanjebos is Europees beschermd als onderdeel van Natura 2000-gebied 'Valleigebied tussen Melsbroek, Kampenhout, Kortenberg en Veltem'. 